# Eupagia curvifascia
Eupagia curvifascia là một loài bướm đêm trong họ Geometridae.